# Lucebert

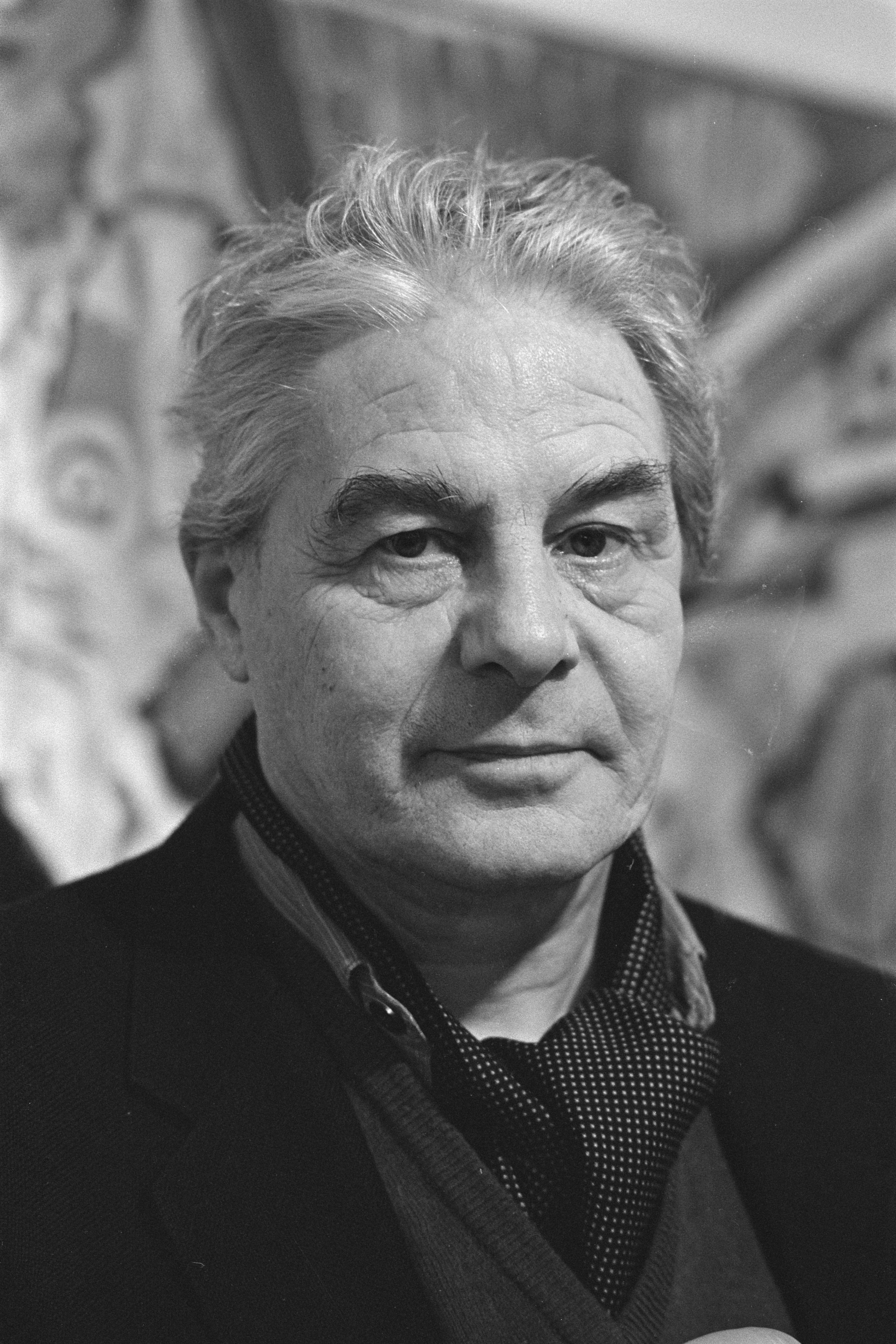
Lucebert (1987)

Lucebert (* 15. September 1924 in Amsterdam; † 10. Mai 1994 in Alkmaar; eigentlich Lubertus Jacobus Swaanswijk) war ein niederländischer Maler, Grafiker, Lyriker und Schriftsteller.

## Leben und Werk

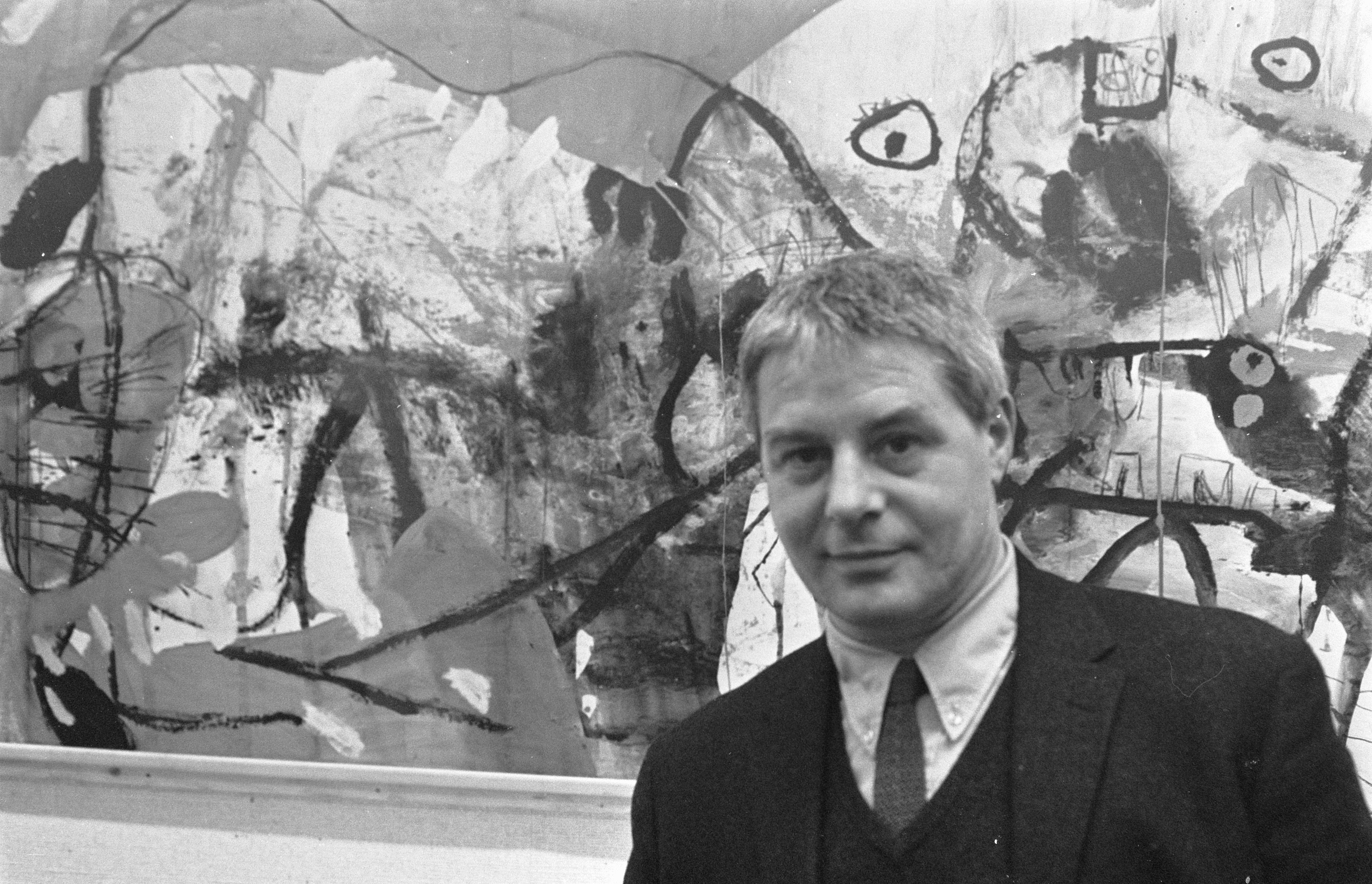
Lucebert (1969)

Sein Studium an der Amsterdamer Kunstgewerbeschule brach Lucebert 1938 nach einem halben Jahr ab. Im Jahr 1948 gründete Lucebert mit anderen jungen Dichtern und Malern die Experimentele Groep in Holland. Ihr Ziel war es, „erstarrte ästhetische Auffassungen zu bekämpfen“ um „eine freie Entfaltung der neuen künstlerischen Prinzipien“ zu ermöglichen. Nach gemeinsamen Arbeiten mit belgischen und dänischen Künstlern, wie Pierre Alechinsky und Asger Jorn und Carl-Henning Pedersen, gründeten sie in Paris die Gruppe Cobra. Lucebert war vor allem als Lyriker bei der Gruppe aktiv. Luceberts erste Lesung seiner Gedichte anlässlich der ersten Cobra-Ausstellung endet mit einem Eklat. Nach Tumulten im Publikum musste die Polizei die Vorlesung von Lucebert und seinen Freunden vorzeitig beenden. 1969 erhielt Lucebert einen Auftrag der Stadt Amsterdam zu einem Theaterstück. Im Jahr 1974 erschienen seine Verzamelde gedichten.
Mit surrealistischen und dadaistischen Einflüssen galt Luceberts Lyrik als avantgardistisch und revolutionär. Er brach die gängigen Regeln der Dichtung und schuf eine neue, junge und moderne Schreibweise. Sein Gesamtwerk umfasst außerdem Gemälde, Gouachen, Zeichnungen, Graphiken und Buchillustrationen.
Er war Teilnehmer der documenta II (1959) und der documenta III im Jahr 1964 in Kassel. 1958 hatte Lucebert seine erste Einzelausstellung in einer Haarlemer Galerie und 1959 seine erste Museumsausstellung im Amsterdamer Stedelijk Museum. Er liegt auf dem Friedhof Algemene begraafplaats in Bergen (Noord-Holland).

## Gedichtbände (Auswahl)
- 1951 – Triangel in de jungle

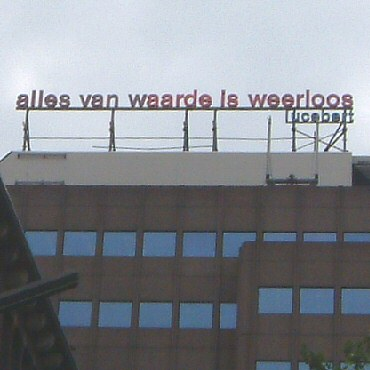
Alles Wertvolle ist wehrlos (Gedicht von Lucebert „Alles van waarde is weerloos“ in Neonbuchstaben auf dem Gebäude einer Versicherungsgesellschaft in Rotterdam.)

- 1953 – Apocrief. De analphabetische Naam
- 1952 – De Amsterdamse school
- 1955 – Alfabel
- 1957 – Amulet
- 1960 – Lithologie
- 1968 – Poëzie is kinderspel
- 1969 – Koppen
- 1971 – Bühnescreens
- 1972 – V(ijf) V(ijf)
- 1981 – Oogsten in de dwaaltuin
- 1981 – Paradijs: vijf etsen en vijf gedichten
- 1993 – Van de roerloze woelgeest
- 1994 – Van de maltentige losbol
- 2005 – Er is leven na de dood

## Ausstellungen (Auswahl)
- 1949 – Stedelijk Museum, Amsterdam, Niederlande (Ausstellung der Experimentele Groep in Holland)
- 1959 – Documenta II, Kassel
- 1961 – Stedelijk van Abbe-Museum, Eindhoven, Niederlande
- 1963 – Städtische Kunstgalerie, Bochum
- 1963 – Marlborough New London Gallery, London
- 1964 – Museum Boymans-van Beuningen, Rotterdam / Kunsthalle Baden-Baden
- 1964 – Documenta III, Kassel
- 1969 – Kunsthalle Basel, Schweiz (mit Karel Appel und Shinkichi Tajiri)
- 1982 – Kunsthalle Mannheim
- 1988 – Kunstmuseum Winterthur, Kunstverein Freiburg im Breisgau
- 1988 – Landesmuseum Oldenburg in Oldenburg / Galerie im Taxispalais, Innsbruck
- 1989 – Kunsthalle zu Kiel
- 1989 – Städtische Kunstgalerie, Bochum
- 1989 – Kunsthaus Grenchen, Grenchen, Switzerland
- 2013 – Im Cobra Museum (Amstelveen, Niederlande) ständig vertreten

## Preise und Auszeichnungen
- 1954 – Lyrikpreis der Stadt Amsterdam
- 1959 – Preis der Pariser Biennale
- 1962 – Zweiter „Marzotto Preis“
- 1964 – „Carlo Cardazzo“ Preis auf der 32. Biennale von Venedig, Italien
- 1965 – Constantijn Huygensprijs
- 1968 – P.C. Hooft-prijs
- 1983 – Prijs der Nederlandse Letteren